# Pölle 56 (Quedlinburg)

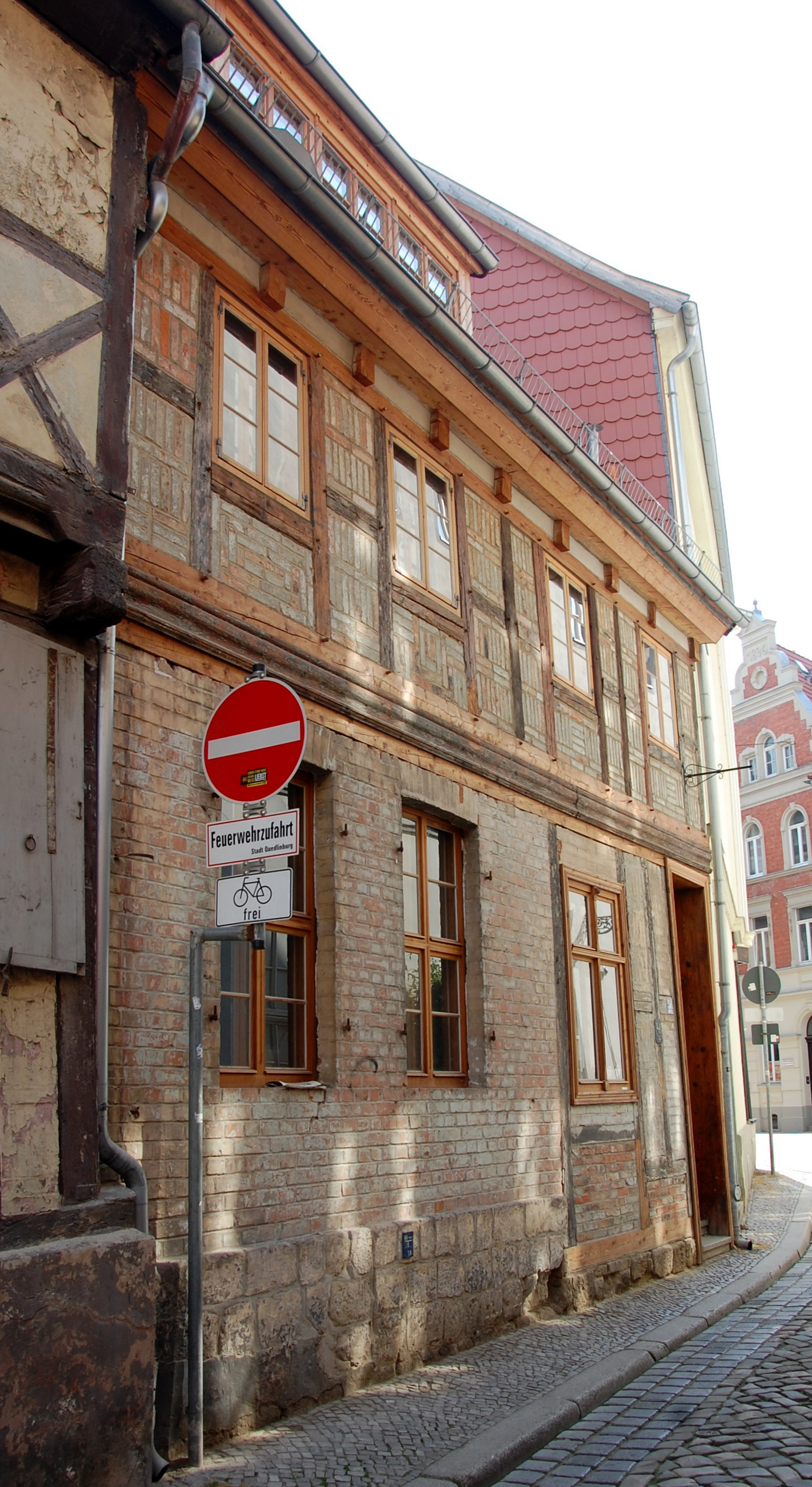
Haus Pölle 56

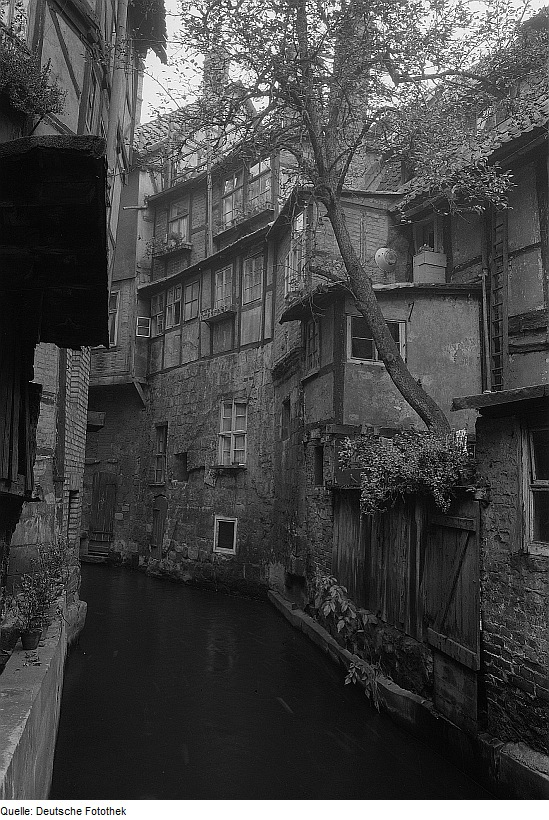
Quaderwand (Bildmitte) zum Mühlgraben, Foto aus der Zeit zwischen 1950 und 1977

Das Haus Pölle 56 ist ein denkmalgeschütztes Gebäude in der Stadt Quedlinburg in Sachsen-Anhalt.

## Lage
Es befindet sich im östlichen Teil der historischen Quedlinburger Altstadt auf der Südseite der Straße Pölle und gehört zum UNESCO-Weltkulturerbe. Im Quedlinburger Denkmalverzeichnis ist es als Wohnhaus eingetragen. Östlich grenzt das gleichfalls denkmalgeschützte Haus Pölle 55, westlich das Haus Pölle 57 an. Unmittelbar an der Rückseite des Hauses verläuft der Mühlgraben.

## Architektur und Geschichte
Das zweigeschossige Fachwerkhaus entstand in der Zeit um 1780. Auf der Südseite zum Mühlgraben hin besteht jedoch eine massive Wand aus Sandsteinquadern, die wohl bereits im 13./14. Jahrhundert entstand. Die pittoreske Lage am Mühlgraben führt zu einer im Volksmund für das Gebiet bestehende Bezeichnung als Klein Venedig. Die Gefache des Fachwerks sind mit Zierausmauerungen versehen. Das Erdgeschoss des Hauses wurde um 1900 erneuert.
In den Jahren 2006 bis 2008 wurde das zum damaligen Zeitpunkt stark baufällige Gebäude durch das Architekturbüro Qbatur saniert. Sowohl das Dach als auch die Decken der Geschosse fehlten. Zunächst wurde 2006 der Rohbau wieder instand gesetzt. Der Wiederaufbau erfolgte unter Verwendung von geborgenen originalen Bauteilen und hielt sich an die bauhistorisch am Gebäude entstandenen Verformungen.
Es entstand eine sich über das Ober- und das Dachgeschoss erstreckende Wohnung mit einer Wohnfläche von 110 m². Im Erdgeschoss wurde eine Pflanzenfärberei eingerichtet.